# Thomas Fredenhagen

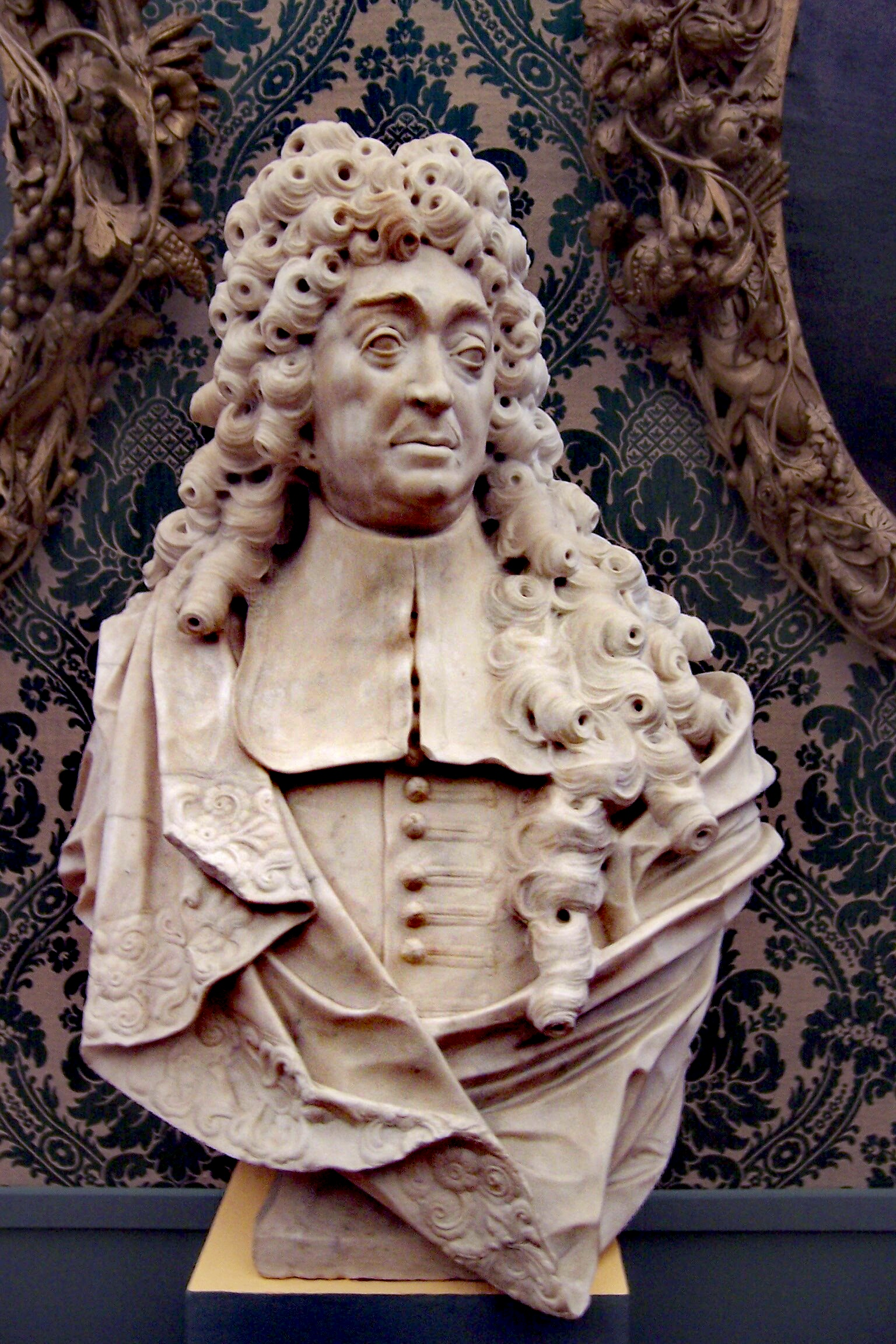
Thomas Fredenhagen, Marmorbüste vom Fredenhagenaltar, heute im St. Annen-Museum

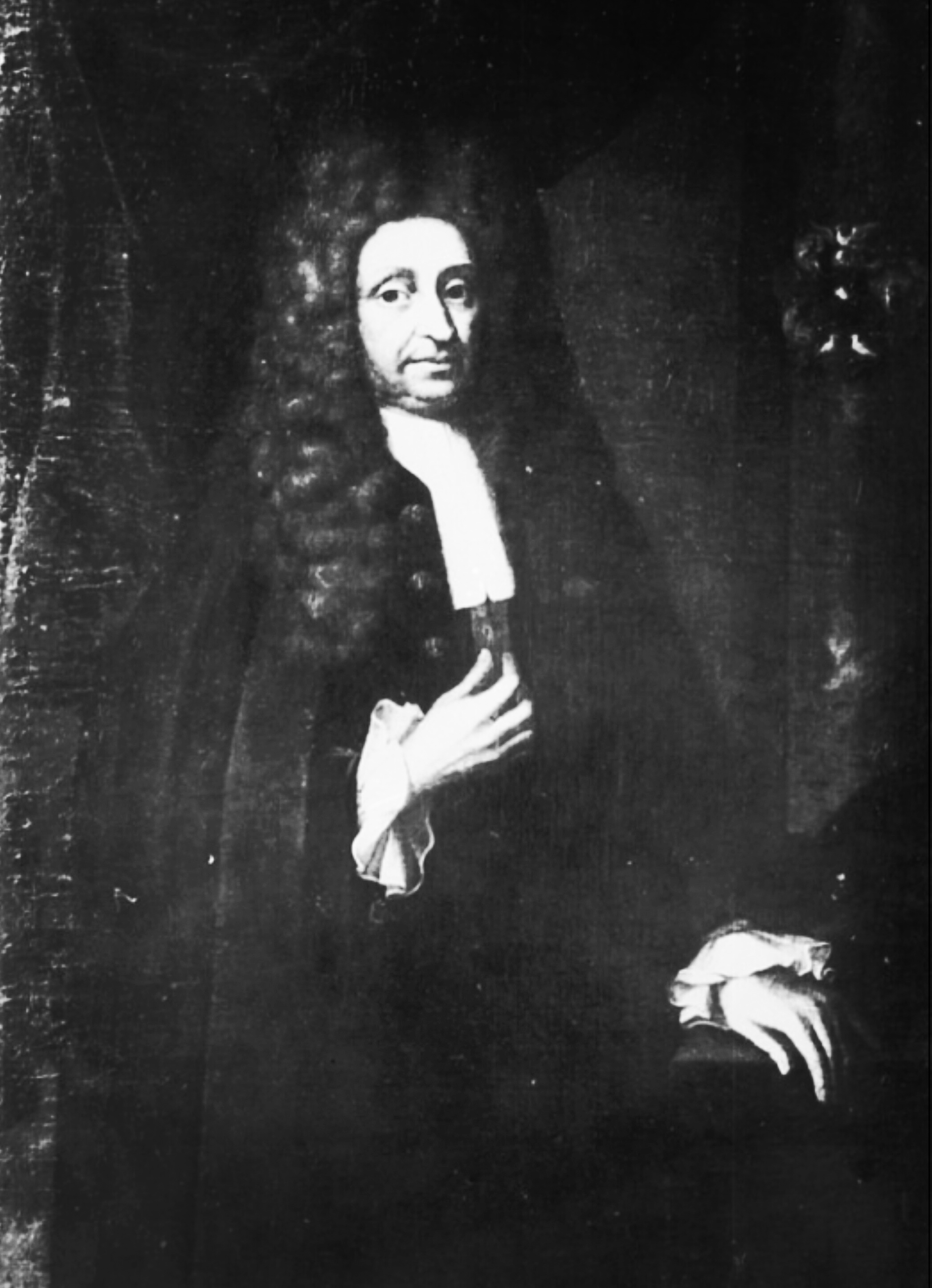
Thomas Fredenhagen (zu Lebzeiten entstandenes Porträt)

Der von Fredenhagen 1697 gestiftete Hochaltar der Marienkirche (Bild von 1906)

Thomas Fredenhagen (* 25. Oktober 1627 in Lübeck; † 20. April 1709 ebenda) war ein Lübecker Kaufmann, Ratsherr und Mäzen.

## Leben
Er erwarb großen Reichtum als Reeder und Kaufmann im Handel mit Spanien, Portugal und der sommerlichen Grönlandfahrt. Er war einer der Hauptinvestoren und vermutlich sogar der Initiator der „Lübecker Frankreichfahrt“, bei der man ungefähr seit den 1670er Jahren Fässer mit Bordeauxweinen zur Geschmacksverfeinerung auf dem Seeweg nach Lübeck transportierte. Erst dort wurde dann der sogenannte Rotspon auf Flaschen gezogen. Das Verfahren glich jenem der portugiesischen Torna viagem, bei der man Madeirawein oder Moscatel de Setúbal zur Reifung nach Brasilien oder andere Kolonien verschiffte und anschließend nach Portugal reimportierte.
Von 1684 bis 1687 war er Ältermann der Kaufleutekompanie. 1692 wurde er Ratsherr und 1695 Kreditgeber der Stadt mit einem „Vorschuss“ von 100.000 Lübischen Mark.
Seit 1680 Kirchenvorsteher der Marienkirche auf Lebenszeit, stiftete Fredenhagen 1697 den als Fredenhagen-Altar bekannten barocken Hochaltar aus Marmor, der von Thomas Quellinus aus Antwerpen geschaffen, im Zweiten Weltkrieg schwer beschädigt und 1959 abgebaut wurde. Es handelte sich damals um die größte Stiftung an eine Lübecker Kirche seit der Reformation. Durch eine in den Sockel eingebaute Gruft diente der Altar gleichzeitig als Fredenhagens Grabmal: „Der Altar genügte nicht nur den liturgischen und repräsentativen Ansprüchen der Kirche, sondern fungierte zugleich als Erinnerungs- und Grabmal für den Stifter. […] Die Kopplung von Altarstiftung und Grablege in einer protestantischen Kirche ist bis zu diesem Zeitpunkt einmalig.“
Porträts von Thomas Fredenhagen und seiner ersten Ehefrau Katharina, geb. Millies, verw. Hasenkrug († 1693), gemalt 1675 von Godfrey Kneller befinden sich im St. Annen Museum. 1696 heiratete er in zweiter Ehe Elisabeth Hopmann, die Witwe des Predigers an St. Ägidien und Tochter des Superintendenten Samuel Pomarius. Sie starb am 27. November 1708.

## Fredenhagenzimmer
Die Saaltäfelung seines von ihm erworbenen Bürgerhauses wurde 1839 als „Fredenhagenzimmer“ in das Haus der Kaufmannschaft in der Breiten Straße 6–8 übernommen. Kassettendecke und Täfelung wurden als reich verziertes Schnitzwerk von dem Schnitzer und Bildschnitzer Hans Drege (auch Trege) 1572–83 für den Auftraggeber Klaus von Berken hergestellt.
Die Benennung ist etwas irreführend, da Fredenhagen das Zimmer beim Kauf des Hauses (Ecke Schüsselbuden / Fischstraße) schon übernommen hatte.